# Sandra Speichert
Sandra Speichert  (n. 22 ianuarie 1971, Basel, Cantonul Basel-Oraș, Elveția) este o actriță germană.

## Date biografice
Sandra Speichert, s-a născut în Elveția, într-o familie germană care provenea din Lörrach. Ea va copilări în Olanda, Belgia și Franța. Ea vorbește cursiv limba germană, franceză, engleză, spaniolă și germana elvețiană. De la vârsta de 16 ani ia ore de balet, termină liceul internațional Saint-Germain-en-Laye din Paris. Între anii 1990 - 1992 studiază teatrul la Cours Florent în Paris, va apare pe scenă în piesele n La traviata, Carmen și Bolero.

## Filmografie
În anul 1194 debutează în serialul francez Extreme Limite. Este aleasă din 300 de candidate pentru rolul principal în filmul Profil Bas sub regia lui Claude Zidi. În același an i se acordă premiul Romy Schneider.
În Germania va juca în anul 1995 în filmul Zaubergirl de Vivian Naefe, urmează să joace în filmele: Im Hof der Großen, Still Movin, Die Halbstarken. La începutul anului 1998, joacă în Der Campus, Sönke-Wortmann după cartea lui Dietrich Schwanitz, care va avea un succes fiind vizionat de 750.000 de spectatori. Urmează să joace în filmele Der Kuss des Killers (Sărutul asasinului), Kai Rabe gegen die Vatikankiller, sau în serialul tv, Sturmzeit. În anul 2000 după ce va naște copii gemeni, se desparte de Bernd Böhlich. Din anul 2004 are din nou un prieten. În anul 2005 participă la sincronizarea în limba germană a filmelor Große Haie – Kleine Fische,  Rotfeuerfisch-Dame , iar în anul 2005 va juca rolul principal în filmul Traumfrau (Femeia ideală).